# 波尼羅克 (堪薩斯州)
波尼羅克（英語：Pawnee Rock）是一個位於美國堪薩斯州巴頓縣的城市。

## 地方資料
波尼羅克的面積為0.73平方千米，當中陸地面積為0.73平方千米，而水域面積為0.00平方千米。根據2020年美國人口普查的數據，當地共有人口193人，而人口密度為每平方千米264.38人。